# 山下りな
山下 りな（やました りな、1989年3月12日 - ）は、日本の女性プロレスラー。鹿児島県出身。165cm、70kg。血液型A型。

## 所属
- OSAKA女子プロレス（2013年11月 - 2019年3月）
- フリー（2019年4月 - ）

## 人物
- 柔道経験者。鹿児島県大会で2位の実績を持ち、この階級で3位に入ったのが代表の下野佐和子であった[1]。しかし、女子プロレスはまったく知らなかったため、下野がいることを知らずに入団した[2]。
- 大阪に来てからは百貨店で接客をしていた[2]。
- もともとプロレスファンだったが、行きつけの飲み屋のオーナーの言葉がきっかけでプロレス入り[2]。
- デビュー以前目標としていた選手は世志琥。

## 経歴・戦歴
2013年
- 8月、入団[1]。
- 11月2日、大女道頓堀アリーナ大会にて下野佐和子とエキシビション[3]。
- 11月4日、大阪府立体育会館第二競技場で開催されたGAMILIBRE・6にて華名戦でデビューするが、腕ひしぎ逆十字固めで敗れる[4]。大女がZABUNグループ入りして初の生え抜き新人デビュー。
- 11月9日、新宿FACEで行われたコラボ興行「waveLous」にて東京初試合。飯田美花と組み、渋谷シュウ&水波綾と対戦するが、水波のダイビング・ギロチンドロップを浴びフォールされる[5]。
- 11月13日、WAVE新木場1stRING大会で下野佐和子と初タッグを組み、春日萌花&飯田美花と対戦し、下野のダイビング・雷電ドロップが決まり、直接ではないものの初勝利[6]。
- 11月20日、WAVE新木場大会、6人タッグトーナメントに卜部夏紀、藤ヶ崎矢子（JWP）との同期新人トリオでエントリー[6]。当日抽選の結果、桜花由美&華名&志田光（アイスリボン）組との3本勝負となったが、1本目で卜部がフォールされ、2本目も自身が取られて初戦敗退[7]。
- 11月27日、WAVE新木場大会、卜部夏紀と組み、浜田文子&山縣優の現WAVEタッグ王者と当たるが、文子のムーンサルトプレスを喰らい敗戦[8]。
- 12月1日、デビュー後初となる大女として道頓堀アリーナ大会で山縣優と対戦するが、フェースロックにギブアップ。メイン後のボーナストラックとしてフェアリー日本橋とタッグで対戦（パートナーはGAMI、フェアリーのパートナーは下野佐和子）、フェアリーの秘伝でんでんクラッチで敗れる[9]。
- 12月4日、WAVE新木場大会、GAMIと最初で最後のシングルも、目突きで敗れ、卜部夏紀のセコンドに付くとリングに上げられてマーライオンの洗礼を浴びせられる[10]。
- 12月15日、WAVE新木場大会で下野佐和子と組み、水波綾&卜部夏紀と対戦、初めて卜部と対角線に立ったが、その卜部に首固めで敗れる[11]。
- 12月22日、WAVEナスキーホール・梅田大会で世羅りさ（アイスリボン）と組み、志田光&卜部夏紀と対戦、腕ひしぎ十字固めで卜部からギブアップを奪い初の直接勝利[12]。
- 12月30日、後楽園ホールでの「GAMI引退記念‐GAMILIBRE・Lucky7‐『ほなさいなら』」にて行われた「ほぼ70人ぐらいバトルロイヤル」に卜部夏紀に続いて入場、卜部とエルボー合戦を繰り広げるなどしたが、最終的に卜部とともにヤッペーマンに丸め込まれ退場[13]。

2014年
- 1月5日、WAVE新宿大会で卜部夏紀から改名した夏すみれと初シングル、ラリアットで沈めシングル初勝利[14]。
- 1月12日、初のZABUNグループ外興行として福山市のレッスルゲートフジグラン神辺大会にて、ベッチャーHOGOと組み、下野佐和子&田中祐樹（ISHI-DO）と対戦。下野と初めて対角線に立つが、HOGOが田中のフロッグスプラッシュからの片エビ固めで敗れる[15]
- 1月13日、道頓堀プロレス初参戦。「ニューイヤーフォース2014」道頓堀アリーナ大会にて内田祥一&TORUと組み、救世忍者乱丸&冨宅飛駈&ダイナ御堂と対戦、内田が乱丸をダイビングヘッドバットでフォールしようとしたところを横取りして勝利[16]。横取りという形とはいえ初めて先輩からのフォールとなった。
- 1月19日、大女道頓堀アリーナ大会にて「山下りなの突進5番勝負」の初戦として米山香織と対戦するが、ダイビング千豚♪に屈する[17]。
- 1月22日、WAVE新木場大会で「突進5番勝負・2」として水波綾と対戦するが、イチジクで敗れ連敗[18]。
- 1月25日、WAVE大阪道頓堀大会で「突進5番勝負・3」として春山香代子（JWP）と対戦するが、ラリアットで敗れる[19]。
- 1月26日、WAVE名古屋ダイアモンドホール大会で「突進5番勝負・4」として花月（仙女）と対戦、ブロックバスターで敗れる[20]。
- 2月2日、WAVEの若手中心ブランド「YOUNG OH! OH! 9」レッスル武闘館大会にて勝愛実（JWP）と対戦するが、リバーススプラッシュで敗れる[21]。
- 2月11日、新木場での昼の覆面MANIAで大畠美咲と組み、SUNSET☆JK&マスクドひろよんと対戦するも、ひろよんのフェイスバスターで敗れる[22]。夜は同所のWAVEで「突進5番勝負・5」として木村響子と対戦も胴締めスリーパーで締め落とされた[23]。
- 2月15日、道頓堀プロレスにて太陽塔仮面、救世忍者乱丸と3WAYで、横取りフォールで太陽塔仮面から勝利[24]。
- 2月19日、WAVE新木場大会にて夏すみれと組み、トリプルテイルズ.S（華名&紫雷美央）と対戦も、美央のバズソーキックで敗れる[25]。
- 2月23日、JWP初参戦。大阪道頓堀大会で木村響子と組み、中島安里紗（JWP）&下野佐和子組と対戦も、中島のジャーマン・スープレックスホールドで敗れる[26]。
- 3月1日、道頓堀プロレスにてスペル・デルフィンと初タッグで太陽塔仮面&救世忍者乱丸組と対戦、デルフィンのスイングDDTから横取りでデルフィンリナッチを披露し太陽塔仮面からフォール[27]。
- 3月2日、WAVE後楽園大会にて夏すみれと組み、勝愛実&藤ヶ崎矢子組と対戦し、デルフィンリナッチで矢子からフォール[28]。
- 3月9日、「Joshi 4 Hope」で花月とシングル。しかし、えびす落としみたいな技で敗れる。
- 3月19日、WAVE新木場大会にて「V☆パラ100回記念・チャレンジWAVE」と銘打たれたメインイベントで下野佐和子、最後のWAVEとなった夕陽（ZERO1野良犬道場）と組み、桜花由美&浜田文子&山縣優のチャンピオントリオと対戦するが、下野が桜花のビッグブーツに屈した[29]。
- 3月20日、JWPレッスル武闘館大会「青春・無限大パワー」で再び夕陽と組み、勝愛実&下野佐和子組と対戦するが、勝のオレンジブロッサムホールドで敗れる[30]
- 3月21日、大女4周年記念大会の第1試合でポリスウ〜メンとシングルをラリアットで敗れ、緊急試合 6人タッグマッチにも加わり（下野佐和子&花月&山下 vs 米山香織&木村響子&ポリスウ〜メン）、下野がポリスをフォール[31]。
- 3月22日、大田区総合体育館で開かれた長与千種プロデュース「That's 女子プロレス」に参戦。下野佐和子&松本浩代と組み、大畠美咲&紫雷美央&藤本つかさ（アイスリボン）の「クローズ」と対戦するが、大畠のダイビング・ボディプレスに屈する[32]。
- 4月6日、WAVE新木場大会、飯田美花と組み、下野佐和子&世羅りさ組と対戦するが、飯田が下野のえびす落としで破れる[33]。
- 4月13日、道頓堀プロレス大阪府立体育会館第2競技場大会にて下野佐和子&フェアリー日本橋との大女トリオでダイナマイト・関西&救世忍者乱丸&ハイビスカスみぃ組と対戦も、フェアリーが関西のラリアットを喰らい敗れる[34]。
- 4月20日、WAVE札幌テイセンホール大会にて飯田美花と対戦、しかし無道を受けタップアウト[35]。
- 4月23日、WAVE新木場大会にて桜花由美&春日萌花と組み、紫雷美央&藤本つかさ&あきば栞のアイスリボントリオと対戦、時間切れ引き分け[36]。
- 5月5日、WAVE後楽園大会で（浜田文子&チェリー&中川ともか&小林香萌&あきば栞 vs 救世忍者乱丸&ハイビスカスみぃ&華名&山下&ポリスウ〜メン）に挑み、3本勝負と時間無制限の再戦を全敗[37]。
- 5月6日、OSAKA女子プロレス大阪市立西区民センター大会でDASH・チサコと対戦も、ホルモンスプラッシュ→片エビ固めで敗れる[38]。
- 5月11日、WAVE大阪市立生野区民センター大会で「Catch the WAVE」初戦としてあきば栞と対戦し、バックドロップ→片エビ固めで初戦を飾る[39]。
- 5月13日、WAVE新木場大会で「Catch the WAVE」2戦目としてフェアリー日本橋と対戦、ステッキを封印した相手の秘伝でんでんクラッチで敗れる[40]。
- 5月25日、WAVE名古屋大会にてチェリー&華名と組み、浜田文子&山縣優&救世忍者乱丸と対戦、乱丸をラリアットで秒殺するも、再試合、再々試合に持ち込まれたが、最後はやはり乱丸をラリアットで沈めた[41]。
- 5月29日、WAVE新木場大会にてヤングプライドWAVEとして夏すみれと組み、世羅りさ&あきば栞の「ZABUNvsアイスリボン」に挑むが時間切れ引き分け[42]。
- 6月5日、WAVEレッスル武闘館大会にてメインとして世羅りさと公式戦として対戦も時間切れ引き分け[43]。
- 6月11日、WAVE新木場大会にて夏すみれと組み、渋谷シュウ&チェリーのクラシックギャルズと対戦、しかし、夏がチェリートーンボムでフォールされる[44]。
- 6月15日、WAVE大阪大会にて公式戦として小林香萌と対戦し、ラリアットで勝利[45]。
- 6月22日
昼はWAVE新木場大会にてCatch the WAVE最終戦として夏すみれと対戦もジャパニーズ・レッグロール・クラッチで丸め込まれ5点で公式戦を終え優勝が消えた[46]。
夜は元WNC篠瀬三十七主宰「ASUKA PROJECT」初参戦、中川ともかとシングルで対戦。
- 6月25日、レッスル武闘館で行われたJWP主催「青春・無限大パワー!!」にてライディーン鋼とシングルで対戦するが、フロッグスプラッシュで敗れる[47]。
- 6月27日、WAVEレッスル武闘館大会にて春日萌花と組み、クラシックギャルズと対戦、しかしチェリーの春夜恋で敗れる[48]。
- 7月6日、OSAKA女子プロレス淀川区民センター大会で夏すみれと組み、勝愛実&ラビット美兎組と対戦、勝にラリアットを決め勝利[49]。
- 7月13日、WAVE新宿大会、渋谷シュウと組み、春日萌花&大畠美咲組と対戦したが、渋谷が春日の変形逆さ押さえ込み[50]。
- 7月27日、WAVE後楽園大会、下野佐和子との同級生タッグで春日萌花&フェアリー日本橋組と対戦、下野のケンタッキーボムをフェアリーに喰らわせ勝利[51]。
- 8月13日、アイスリボン道場マッチ初参戦。同じ九州出身の成宮真希とシングルで対戦するが、ユルネバで敗れる[52]。
- 9月14日、OSAKA女子プロレス鹿児島大会で初の凱旋、まず第1試合でこれがWAVE移籍初試合となった小林香萌と組み、にゃんば〜&ポリスウ〜メンとのタッグマッチでにゃんば〜をバックドロップでフォール、続いてセミファイナルで志田光と組み、華名&夏すみれと対戦するが、華名の飛びつき腕固めでギブアップしてしまう[53]。

2015年
- 5月、開催のCATCH THE WAVE2015にプロデューサー推薦枠として初出場。

2016年
- 3月7日、現役復帰した世志琥に対戦を要求。SEAdLINNNGなどにも参戦しておりシングルこそ実現していないがタッグではたびたび対戦をしている。

2017年
- 7月2日、WAVE後楽園大会で水波のレジーナのベルトを奪取。太田区大会の世志琥戦に、レジーナのベルトをかけられることが発表。
- 8月12日、念願の世志琥と太田区大会で対戦。防衛。
- 10月9日、後楽園大会で大畠美咲戦で防衛に失敗。
- 10月29日、OZアカデミー横浜大会でダイナマイト・関西のスプラッシュマウンテンを継承。

2019年
- 3月31日、OSAKA女子プロレスを退団。
- 4月よりアイスリボンにレギュラー参戦。

2020年
- 12月31日、2020年の輝く！日本インディー大賞のニーカマー賞を受賞。

2021年
- 4月1日、東京女子プロレスに初参戦し乃蒼ヒカリとハードコアマッチで対戦し勝利。
- 6月13日、世羅りさプロデュース興行第6弾『激核闘清2～ハードコアミックスドタッグ1DAYトーナメント～弐』において葛西純をパートナーとしてハードコアミクスドタッグ優勝。
- 6月27日、アイスリボン後楽園大会にて世羅りさからFantastICE王座を奪取し第2代王者となる。

2022年
- 8月27日、スターダム後楽園大会で大会前に行われたIWGP女子王座決定トーナメントの抽選後、スターライト・キッド率いる大江戸隊の暴行を受けたジュリアの救出に登場。「つまんねえことしてるからよ、出てきちまったんだよ」とキッドを挑発し、旧知の仲であるジュリアに「一緒に大江戸隊をぶっつぶしてくれるってことですか」と問われると、「当たり前だろ」と返答。大江戸隊には得意のハードコア戦を要求した。[54]

## 得意技
デルフィンリナッチ
スペル・デルフィン直伝のデルフィンクラッチと同型の技。
スリーパーホールド
引き込み式ラリアット
スプラッシュマウンテン
ダイナマイト関西より継承したフィニッシュ・ホールド。

## 入場テーマ曲
- NEVER FXXKIN' MIND THE RULES(MAN WITH A MISSION)

## タイトル歴
PURE-J女子プロレス
- デイリースポーツ認定女子タッグ王座

JWP女子プロレス
- JWP認定ジュニア&POP王座

REINA女子プロレス
- REINA世界タッグ王座

プロレスリングWAVE
- Regina di WAVE王座
- Catch the WAVE 優勝（2017年、2018年）

OZアカデミー女子プロレス
- OZアカデミー認定タッグ王座

SEAdLINNNG
- BEYOND THE SEA TAG TEAM王座

DDTプロレスリング
- アイアンマンヘビーメタル級王座

プロレスリングFREEDOMS
- KING of FREEDOM WORLD TAG王座

GCW
- GCWウルトラバイオレント王座

日本インディー大賞
- ニューカマー賞（2020年）

## 映画出演
- おっさんのケーフェイ（2019年2月16日） ‐ リナ役[55]